# Yōko Minamino
Pour les articles homonymes, voir Minamino et Nanno (homonymie).
Yōko Minamino (南野陽子, Minamino Yōko), également surnommée Nanno, née le 23 juin 1967 à Itami, est une actrice et ex-chanteuse, populaire idole japonaise des années 1980. Elle débute en tant qu'idole en 1984, et connait vite la célébrité en incarnant l'héroïne de La Traversée du temps dans une adaptation TV en 1985, puis l'année suivante en étant la seconde actrice à incarner l'héroïne de la série culte Sukeban Deka II, succédant à Yuki Saito. Elle sort une dizaine d'albums jusqu'en 1992, et se consacre depuis à la comédie.

## Discographie

### Albums
1. 21 avril 1986 - Gelato (ジェラート?)
2. 1er novembre 1986 - VIRGINAL
3. 2 mai 1987 - BLOOM
4. 1er novembre 1987 - GARLAND
5. 15 juillet 1988 - GLOBAL
6. 14 décembre 1988 - SNOWFLAKES
7. 12 juillet 1989 - GAUCHE
8. 1er décembre 1989 - Dear Christmas
9. 23 juin 1990 - Gather
10. 1er juillet 1991 - Natsu no Obakasan (夏のおバカさん?)

### Compilations
1. 21 mars 1988 - NANNO Singles
2. 21 juillet 1988 - YOKO'S FAVORITES (mini-album)
3. 15 juillet 1990 - NANNO SONGLESS (album instrumental)
4. 1er janvier 1991 - NANNO Singles II
5. 25 mars 1992 - Diamond Smile
6. 25 mars 1992 - Pearl Tears
7. 21 juin 1992 - Affairs of Yesterday
8. 21 novembre 1992 - Dear My Best (double-album)

Collections
1. 21 août 1998 - GOLDEN J-POP / THE BEST (double-album)
2. 21 juin 2000 - 2000 BEST - Minamino Yoko
3. 9 octobre 2002 - Dream Price 1000 - Rakuen no Door (Dream Price 1000 楽園のDoor?) (mini-album)
4. 16 juillet 2003 - GOLDEN☆BEST Minamino Yoko - Nanno Singles 3 + My Favorite (GOLDEN☆BEST 南野陽子 ナンノ・シングルズ3 + マイ・フェイバリット?) (double-album)
5. 22 juin 2005 - NANNO BOX (coffret d'albums)
6. 21 juin 2006 - NANNO BOX - Nanno Soundtrack + Songless (ナンノ・サウンドトラックス+ソングレス?) (instrumentaux)
7. 11 novembre 2010 - NANNO Anniversary 25th (ナンノ アニバーサリー25th?)
8. 9 février 2011 - ReFined-Songs Collection - NANNO 25th Anniversary
9. 9 décembre 2015 - GOLDEN☆IDOL Minamino Yoko - 30th Anniversary (ゴールデン☆アイドル 南野陽子 30th Anniversary?) (coffret)
10. 10 février 2016 - NANNO Singles Collection 1985-1991 +1

### Singles
1. 23 juin 1985 - Hazukashi Sugite (恥ずかしすぎて?)
2. 2 novembre 1985 - Sayonara no Memai (さよならのめまい?)
3. 21 mars 1986 - Kanashimi Monument (悲しみモニュメント?)
4. 2 juillet 1986 - Kaze no Madrigal (風のマドリガル?)
5. 1er octobre 1986 - Approach (接近?)
6. 10 janvier 1987 - Rakuen no Door (楽園のDoor?) ※
7. 1er avril 1987  - Hanashi Kaketakatta (話しかけたかった?) ※
8. 1er juillet 1987 - Pandora no Koibito (パンドラの恋人?) ※
9. 23 septembre 1987 - Aki no Indication (秋のIndication?) ※
10. 2 décembre 1987 - Haikara-san ga Tōru (はいからさんが通る?) ※
11. 26 février 1988 - Toiki de Net (吐息でネット?) ※
12. 18 juin 1988 - Anata wo Aishitai (あなたを愛したい?) ※
13. 8 octobre 1988 - Aki Kara mo, Soba ni Ite (秋からも、そばにいて?) ※
14. 15 février 1989 - Namida wa Doko e Itta no (涙はどこへいったの?)
15. 21 juin 1989 - Trouble Maker (トラブル・メーカー?)
16. 2 novembre 1989 - Film no Mukōgawa (フィルムの向こう側?) ※
17. 1er juin 1990 - Double Game (ダブルゲーム?)
18. 1er juillet 1990 - Hen na no!! (へんなの!!?)
19. 1er août 1990 - Mimi wo Sumashite Goran (耳をすましてごらん?)
20. 21 novembre 1990 - KISS Shite Loneliness (KISSしてロンリネス?)
21. 8 juin 1991 - Natsu no Obakasan (夏のおバカさん?)
22. 27 juillet 2005 - Haikarasan ga Tōru (はいからさんが通る?)

※ = no 1 au classement Oricon

## Filmographie

### Cinéma
- Sukeban Deka (film) - スケバン刑事 - 1987
- Haikara-san ga Tōru - はいからさんが通る - 1987
- Bodaiju: Linden Baum - 菩提樹 リンデンバウム - 1988
- 1990 : Shiroi te (白い手?) de Seijirō Kōyama : Ayako Furusawa
- Gold Rush - ゴールドラッシュ - 1990
- Fukuzawa Yukichi - 福沢諭吉 - 1991
- Kantsubaki - 寒椿 - 1991
- Seishun Dendekedekedeke - 青春デンデケデケデケ - 1992
- Watashi wo Daite, Soshite Kiss shite - 私を抱いて、そしてキスして - 1992
- Driving High! - ドライビング・ハイ! - 1991
- Mitabi no Kaikyō - 三たびの海峡 - 1995
- Hissatsu Shimatsunin - 必殺始末人 - 1997
- Hissatsu Shimatsunin II: Midaresaku Onnayakusha no Yumebutai - 必殺始末人II 乱れ咲く女役者の夢舞台 - 1997
- Hissatsu Shimatsunin III: Jigoku ni Chitta Hanabira Ni-mai - 必殺始末人III 地獄に散った花びら二枚 - 1998
- Ōinaru Kan: Bonno - 大いなる完 -ぼんの- - 1998
- Eki ni Sumi yoshi - 駅に住みよし - 2000
- Hashire! Ichirō - 走れ！イチロー - 2001
- Taiga no Itteki - 大河の一滴 - 2001
- Sennen no Koi: Hikaru Genji Monogatari - 千年の恋 ひかる源氏物語 - 2001
- Shin Jingi naki Tatakai: Bōsatsu - 新・仁義なき戦い 謀殺 - 2003
- Ghost Shout - ゴーストシャウト - 2004
- Shinku - 深紅 - 2005
- Donjū - 鈍獣 - 2009

### Télévision
- Kiina (NTV, 2009, ep4)
- Scrap Teacher (NTV, 2008)
- Koori no Hana (TV Asahi, 2008)
- Monster Parent (Fuji TV, 2008, ep2)
- Tokugawa Fūunroku (TV Tokyo, 2008)
- Zenibana 2 DX Goukaban as Konishi Yukiko (NTV, 2007)
- My Sweet Home as Mouri Saori (NTV, 2007)
- Shichinin no Onna Bengoshi as Tashiro Chiharu (TV Asahi, 2006)
- Ranpo R Kaijin Nijū Menso: Kohen (NTV, 2004)
- Kasouken no Onna (guest) (TV Asahi, 2002)
- Ikkaku Senkin Yume Kazoku (一攫千金夢家族) (TBS, 2002)
- Ren-ai Sagishi (TV Asahi, 1999)
- Shinkansen '97 Koi Monogatari (TBS, 1997)
- Shougun no Onmitsu! Kage Juhachi (TV Asahi, 1996)
- Yureru Omoi (TBS, 1995)
- Kimi no Tame ni Dekiru Koto (Fuji TV, 1992)
- Netsuppoi no! (Fuji TV, 1988)
- Sukeban Deka II - 1986
- Toki wo Kakeru Shōjo - 1985 (téléfilm, adaptation de La Traversée du temps)